# Битка при Билеча
Битката при Билеча се провежда на 27 август 1388 г. между босненските сили водени от Влатко Вукович Косача и османците под командването на Лала Шахин. Босненците първоначално се изправят пред турците при Рудин, но основната битка се провежда близо до град Билеча. Резултатът от битката е босненска победа, която забавя османското настъпление в Босна.